# NGC 2818
NGC 2818是位於南天羅盤座的一個行星狀星雲。這個壯觀的星雲是恆星在其生命的最後階段，當它已經沒有維持核心的核融合所需要的燃料時，從它的外層拋出大量炙熱的氣體形成的。它殘餘的核心將成為白矮星。
它曾經被認為是疏散星團NGC 2818A架構下的成員，然而行星狀星雲和疏散星團徑向速度上的差異，建議它們只是湊巧對齊在相同的方向上。這類似於M46與NGC 2438疊加在一起的例子。
部分原因是疏散星團的總質量較小，沒有足夠的凝聚力維繫星團中的成員。因此，疏散星團在相對較短的時間就會潰散，通常由於外部引力和其他各種因素的影響，只有幾千萬年的歲月。在異常的情況下，疏散星團可以長達1億年仍維持不變。
理論模型預測行星狀星雲是由1－8太陽質量的主序星演化後形成的，這提升了祖恆星的年齡必須大於4,000萬年以上。雖然，有幾百個已知的疏散星團年齡合於這個年齡範圍，但有各種原因限制在疏散星團中找到任何一個在行星狀星雲階段的恆星。其中一個原因是大質量恆星維持在行星狀星雲階段的時間只有數千年 －在宇宙的時間尺度上只是一眨眼之間。目前只有一個鄰近的疏散星團和行星狀星雲的關聯性被確認：極其遙遠的PHR 1315-6555。